# RoboCop
RoboCop là một bộ phim điện ảnh của Mỹ thuộc thể loại hành động – khoa học viễn tưởng công chiếu năm 1987 do Paul Verhoeven làm đạo diễn và kịch bản được chắp bút bởi Edward Neumeier và Michael Miner. Phim có sự tham gia diễn xuất của Peter Weller, Nancy Allen, Daniel O'Herlihy, Ronny Cox, Kurtwood Smith và Miguel Ferrer. Lấy bối cảnh ở Detroit trong tương lai gần, nơi tội phạm hoành hành, RoboCop xoay quanh viên cảnh sát Alex Murphy (Weller), người bị một băng đảng tội phạm sát hại nhưng được tập đoàn khổng lồ Omni Consumer Products hồi sinh dưới dạng một cyborg thực thi pháp luật mang tên RoboCop. Không còn ký ức về cuộc sống trước đây, RoboCop tiến hành một chiến dịch chống tội phạm, đồng thời phải đối mặt với những mảnh ký ức mơ hồ về nhân tính của bản thân.
Ý tưởng về bộ phim được Neumeier thai nghén trong khi làm việc trên phim trường Blade Runner (1982), và ông đã phát triển ý tưởng này cùng với Miner. Kịch bản của họ được nhà sản xuất Jon Davison mua lại vào đầu năm 1985, thay mặt cho Orion Pictures. Việc tìm kiếm đạo diễn gặp nhiều khó khăn; Verhoeven đã hai lần từ chối kịch bản vì vị đạo diễn không nắm bắt được nội dung châm biếm trong đó, cho đến khi vợ ông thuyết phục ông nhận ra giá trị của tác phẩm. Quá trình ghi hình diễn ra từ tháng 8 đến tháng 10 năm 1986, chủ yếu tại Dallas, Texas. Rob Bottin đã chỉ đạo đội ngũ hiệu ứng đặc biệt trong việc tạo ra các hiệu ứng chân thực, những cảnh máu me bạo lực và bộ trang phục của RoboCop.
Verhoeven nhấn mạnh yếu tố bạo lực xuyên suốt bộ phim, khiến nó trở nên lố bịch đến mức gây cười. Tuy nhiên, các hội đồng kiểm duyệt cho rằng bộ phim quá cực đoan và một số cảnh đã bị cắt ngắn hoặc chỉnh sửa để đạt được mức phân loại phù hợp cho việc phát hành tại rạp. RoboCop đã gặt hái thành công về mặt thương mại khi ra mắt vào tháng 7 năm 1987, thu về 53,4 triệu USD. Giới phê bình ca ngợi đây là một tác phẩm hành động thông minh với những thông điệp triết lý sâu sắc và tính châm biếm, nhưng cũng có nhiều ý kiến trái chiều về mức độ bạo lực cực đoan của phim. RoboCop đã được đề cử nhiều giải thưởng, giành được một giải Oscar cùng một số giải Sao Thổ.
Kể từ khi ra mắt, RoboCop đã được tái đánh giá một cách tích cực và được ca ngợi là một trong những bộ phim hay nhất thập niên 1980, cũng như là một trong những bộ phim hành động và khoa học viễn tưởng vĩ đại nhất từng được thực hiện. Bộ phim được khen ngợi nhờ cách khắc họa một robot bị ảnh hưởng bởi sự mất mát nhân tính, trái ngược với các nhân vật robot lạnh lùng và vô cảm thường thấy trong giai đoạn đó. RoboCop vẫn tiếp tục được phân tích qua những chủ đề như như bản chất con người, danh tính cá nhân, lòng tham và tham nhũng của các tập đoàn, đồng thời được xem như một lời phê phán các chính sách Reaganomics đương thời. Thành công của bộ phim đã tạo ra một thương hiệu với các phần tiếp nối như RoboCop 2 (1990) và RoboCop 3 (1993), loạt phim hoạt hình cho trẻ em, chương trình truyền hình người đóng, trò chơi điện tử, truyện tranh, đồ chơi, quần áo và nhiều sản phẩm khác. Một phiên bản làm lại đã được phát hành vào năm 2014.

## Diễn viên
- (Trái sang phải) Peter Weller (chụp năm 2016), Ronny Cox (2019), Kurtwood Smith (2010) và Miguel Ferrer (2015).Peter Weller trong vai Alex Murphy / RoboCop: Một cảnh sát Detroit bị giết trong khi thi hành nhiệm vụ và được hồi sinh thành một người máy.

- Nancy Allen trong vai Anne Lewis: Một cảnh sát cứng rắn và trung thành.

- Daniel O'Herlihy trong vai "The Old Man": Giám đốc điều hành của OCP.

- Ronny Cox trong vai Dick Jones: Chủ tịch cao cấp của OCP.

- Kurtwood Smith trong vai Clarence Boddicker: Một chúa tể tội phạm liên minh với Dick Jones.

- Miguel Ferrer trong vai Bob Morton: Một giám đốc điều hành cấp dưới đầy tham vọng của OCP phụ trách dự án "RoboCop".

Ngoài dàn diễn viên chính, RoboCop còn có sự góp mặt của Paul McCrane trong vai Emil Antonowsky, Ray Wise trong vai Leon Nash, Jesse D. Goins trong vai Joe Cox và Calvin Jung trong vai Steve Minh, thành viên băng đảng của Boddicker. Dàn diễn viên cũng bao gồm Robert DoQui trong vai Trung sĩ Warren Reed, Michael Gregory trong vai Trung úy Hedgecock, Felton Perry trong vai nhân viên của OCP Donald Johnson, Kevin Page trong vai giám đốc điều hành cấp dưới của OCP Mr. Kinney (người bị ED-209 bắn chết), và Lee de Broux trong vai chủ sở hữu kho cocaine Sal.
Mario Machado và Leeza Gibbons lần lượt đóng vai những người dẫn chương trình tin tức Casey Wong và Jess Perkins, và người dẫn chương trình truyền hình Bixby Snyder do S. D. Nemeth thủ vai. Angie Bolling và Jason Levine xuất hiện trong vai vợ và con trai của Murphy. Đạo diễn RoboCop Paul Verhoeven xuất hiện khách mời trong vai một khách hàng vũ trường đang nhảy, nhà sản xuất Jon Davison lồng tiếng cho ED-209 và đạo diễn John Landis xuất hiện trong một quảng cáo trong phim. Bạn đời của Smith, Joan Pirkle, xuất hiện trong vai thư ký của Dick Jones.

### Tác phẩm được trích dẫn

#### Sách
- Leader, Darian (1996). Why Do Women Write More Letters Than They Post?. London: Faber & Faber. tr. 27–28. ISBN 978-0-571-17619-9.
- Žižek, Slavoj (tháng 10 năm 1992). Looking Awry: an Introduction to Jacques Lacan through Popular Culture. Cambridge, Massachusetts: The MIT Press. tr. 22. ISBN 978-0-262-74015-9.

#### Nhật san
- Bradley, Dale (tháng 9 năm 2008). "The Return Of The Repressed: Cybersubjectivity In RoboCop" (PDF). Invisible Culture: An Electronic Journal for Visual Culture (10). Rochester, New York: University of Rochester. Truy cập ngày 5 tháng 9 năm 2024.
- Robertson, Michael (tháng 9 năm 2008). "Property And Privatisation In RoboCop". International Journal of Law in Context. 4 (3). Cambridge, Anh: Cambridge University Press: 217–235. doi:10.1017/S1744552308003029. S2CID 144031924.

#### Tạp chí
- Bates, Dan (ngày 30 tháng 11 năm 1987). "On Location With The Cast & Crew of RoboCop". Cinefantastique. Quyển 18 số 1. Forest Park, Illinois: Fourth Castle Micromedia. tr. 16–25. Truy cập ngày 5 tháng 9 năm 2024.
- Bates, Dan (ngày 30 tháng 11 năm 1987). "The Making of RoboCop". Cinefantastique. Quyển 18 số 1. Forest Park, Illinois: Fourth Castle Micromedia. tr. 19. Truy cập ngày 5 tháng 9 năm 2024.
- Bates, Dan (ngày 30 tháng 11 năm 1987). "The Making of ED-209". Cinefantastique. Quyển 18 số 1. Forest Park, Illinois: Fourth Castle Micromedia. tr. 25. Truy cập ngày 5 tháng 9 năm 2024.
- Drake, C.V. (tháng 12 năm 1987). "Producer Jon Davison". Cinefantastique. Quyển 18 số 1. Forest Park, Illinois: Fourth Castle Micromedia. tr. 20. Truy cập ngày 5 tháng 9 năm 2024.
- Goldberg, Lee (tháng 2 năm 1988). "RoboWriters!". Starlog. Số 127. United States: Starlog Group, Inc. tr. 22–25, 72.
- Landon, Brooks (tháng 12 năm 1987). "A Cyberpunk Future". Cinefantastique. Quyển 18 số 1. Forest Park, Illinois: Fourth Castle Micromedia. tr. 22. Truy cập ngày 5 tháng 9 năm 2024.
- Niderost, Eric (ngày 31 tháng 3 năm 1987). "On The Beat With "Robocop"". Starlog. Số 117. Hoa Kỳ: Starlog Group, Inc. tr. 58–61.
- Niderost, Eric (ngày 31 tháng 7 năm 1987). "Peter Weller Code Name: RoboCop". Starlog. Số 121. Hoa Kỳ: Starlog Group, Inc. tr. 45–48.
- Niderost, Eric (ngày 31 tháng 8 năm 1987). "War, Remembrance and RoboCop". Starlog. Số 122. Hoa Kỳ: Starlog Group, Inc. tr. 36–39.
- "Nixon's New Bodyguard?". Billboard. Thành phố New York: Penske Media Corporation. ngày 26 tháng 12 năm 1987. tr. 58. Truy cập ngày 5 tháng 9 năm 2024.
- Sammon, Paul M. (tháng 11 năm 1987). "Shooting RoboCop". Cinefex. Số 32. Hoa Kỳ. ISSN 0198-1056. Bản gốc lưu trữ ngày 4 tháng 3 năm 2022. Truy cập ngày 5 tháng 9 năm 2024.
- Warren, Bill (tháng 10 năm 1987). "RoboCop The Strong Arm Of The Law". Starlog. Số 123. Hoa Kỳ: Starlog Group, Inc. tr. 17–20, 72.

#### Khác
- King, Peter B. (ngày 29 tháng 10 năm 1986). "Hollywood Turns To Monessen Steel Plant In Filming 'RoboCop'". The Pittsburgh Press. tr. C6. Truy cập ngày 19 tháng 1 năm 2021.
- Volk-Weiss, Brian (ngày 12 tháng 10 năm 2021). "RoboCop". The Movies That Made Us (Television production). Mùa 3. Tập 4. Netflix.